# BDA Douchanbé
Maillots
Le BDA Douchanbé (en tadjik : бда Душанбе) est un club tadjik de football fondé en 1996 et basé à Douchanbé, la capitale du pays.

## Histoire
Le club domine le football tadjik entre 1998 et 2001. En effet, durant ces quatre saisons, il va se constituer la totalité de son palmarès en remportant trois titres consécutifs de champion du Tadjikistan plus deux Coupes (en 1998 et 1999). En 2001, il voit le club de Regar-TadAZ Tursunzoda commencer sa mainmise sur le championnat mais parvient tout de même à disputer une nouvelle finale de Coupe, perdue face à Regar-TadAZ.
Les succès du club en championnat lui ont permis de participer à deux reprises à la Coupe d'Asie des clubs champions. Lors de l'édition 1999-2000, il domine facilement le champion du Kirghizistan, le Dinamo Bichkek avant de chuter lourdement en huitièmes de finale contre le club kazakh du FC Irtych Pavlodar (deux défaites 4-0 et 1-0). La saison suivante, il bénéficie du forfait des Ouzbeks du FK Dostlik Tachkent au premier tour avant d'être éliminé, une nouvelle fois, par le FC Irtych Pavlodar.

## Palmarès
| Compétitions nationales |
| --- |
| - Championnat du Tadjikistan (3) : - Champion : 1998, 1999 et 2000. - Coupe du Tadjikistan (2) : - Vainqueur : 1998 et 1999. - Finaliste : 2001. |

## Entrîneurs du club
- Sharif Nazarov